# Coche de deriva

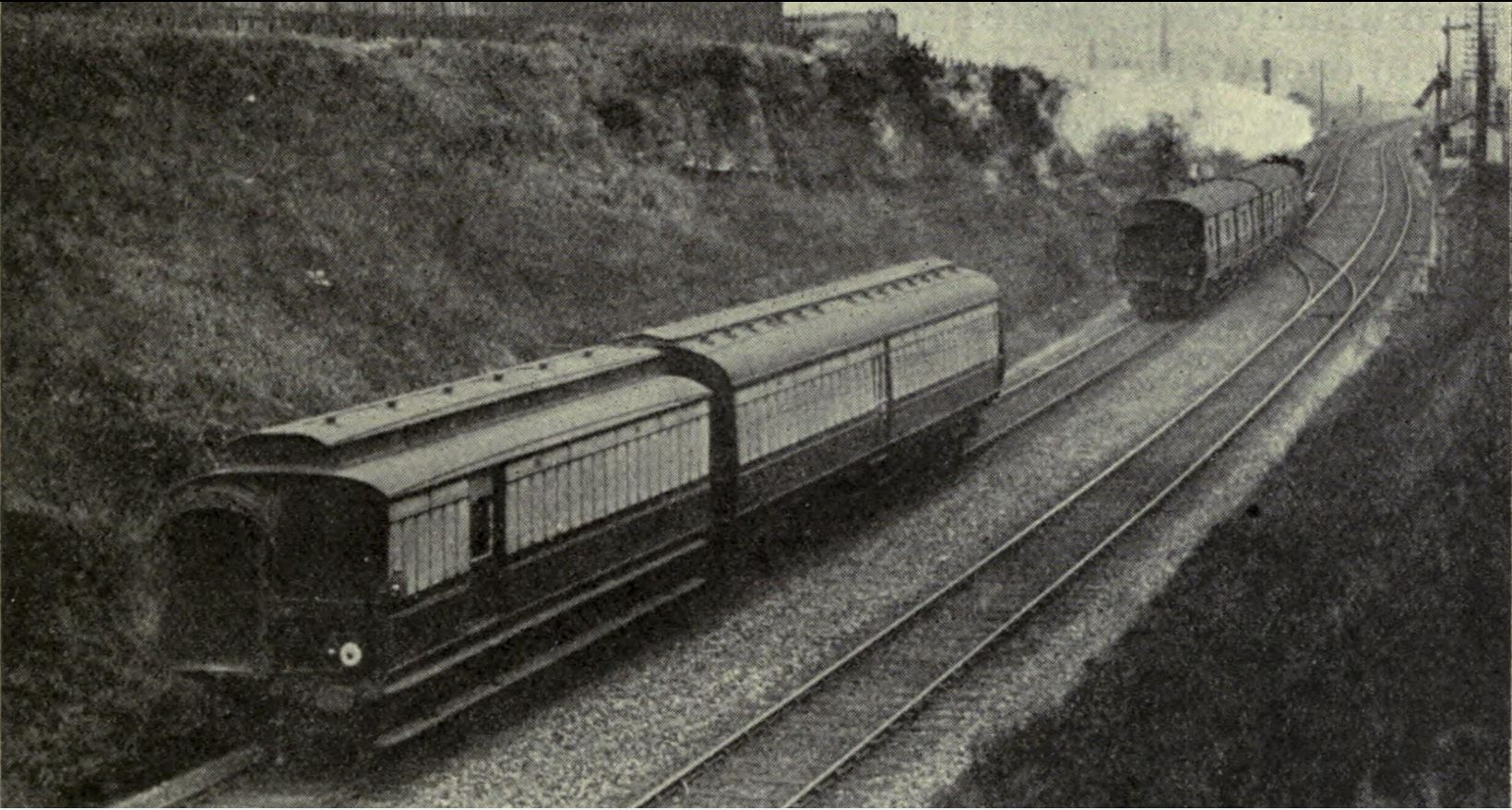
Coche de deriva postal del G.W.R. Mail en Pylle Hill, Bedminster, Bristol (Reino Unido) en 1914.

Un coche de deriva, conocido como slip coach ("coche deslizante"), slip carriage o slip portion en Gran Bretaña e Irlanda, y como flying switch ("cambio al vuelo") en América del Norte, es uno o más vagones diseñados para ser desacoplados de la parte trasera de un tren en movimiento. La parte separada continuaba avanzando a la deriva (ya sin tracción) mediante su propio impulso, siguiendo al tren principal hasta que su propio guarda reducía la velocidad usando los frenos, deteniendo "el deslizamiento", generalmente en la siguiente estación. Por tanto, se decía que el vagón o los vagones se "deslizaban" del tren sin que este tuviera que detenerse. Este sistema permitía que el tren diera servicio a estaciones intermedias sin incrementar el tiempo necesario para completar el recorrido de su itinerario principal. El proceso inverso desafió el ingenio de los inventores.

## Origen
Los coches de deriva tal como se han descrito se utilizaron principalmente en Gran Bretaña e Irlanda desde 1858 hasta 1960, coincidiendo con un período en el que se produjo una enconada competencia entre las compañías ferroviarias, que se esforzaban en acortar los tiempos de viaje lo máximo posible, evitando paradas intermedias siempre que fuera posible.
La competencia aumentó a medida que las locomotoras se hicieron más grandes y capaces de transportar trenes más pesados a velocidades superiores y a distancias más largas. Los trenes ya no necesitan detenerse tan a menudo para obtener combustible y agua (lo que se evitaba empleando ténderes más grandes y fosos de toma que permitían repostar agua en movimiento), o para atender a los pasajeros (disponiendo de coches con pasillo, coches restaurante y coches cama). Los servicios más rápidos se estaban volviendo progresivamente más seguros a medida que se instalaban los sistemas de frenado continuo más eficientes y se implantaba el sistema de bloqueo absoluto en las líneas principales. Todo esto condujo al uso de servicios de deriva en algunos lugares donde su implantación resultaba rentable para las empresas.

## Desventajas
El sistema presentaba algunos inconvenientes. Por ejemplo, la porción liberada quedaba aislada del tren principal y de sus instalaciones, impidiendo a los pasajeros de los coches de deriva acceder al coche restaurante durante el viaje. Esta circunstancia no era relevante al principio, ya que no era posible moverse a través de un tren de coche a coche (las conexiones entre pasarelas comenzaron a usarse en 1882, y a lo largo de todo un tren en 1892), y la mayoría de los coches de deriva no estaban equipados con pasarelas, incluso si el resto del tren lo estaba. El LNWR parece haber sido la única excepción en el uso de coches de deriva equipados con fuelles de interconexión durante unos meses antes de la Primera Guerra Mundial.
El sistema de liberar los vagones requería el uso de más personal, de forma que se necesitaba dedicar al menos un guardia adicional para controlar los coches si todo su recorrido se podía completar en deriva, y posiblemente el uso de una locomotora y su tripulación (o, a veces, un caballo) si el impulso de los coches liberados no bastaba para llegar a un andén. A menudo, podían ser unidos a otro tren o locomotora para un viaje posterior. Si bien estos requisitos de personal adicional eran menores que si se hubiera proporcionado un tren adicional, seguían siendo sustanciales. Si el clima era malo, generalmente debido a la nieve o la niebla, podía darse el caso de que no fuese posible realizar la maniobra de deriva de manera segura, en cuyo caso el tren solía tener que detenerse para separar los coches.
También podían generar confusión en algunos viajeros, y eran frecuentes los informes que hablaban de pasajeros que subían al coche equivocado de un tren y terminaban en un destino incorrecto. En ocasiones, esto provocaba que los pasajeros detuvieran el tren utilizando el sistema de parada de emergencia.
Al poder moverse sin tracción, se convertían en vehículos muy silenciosos, y aunque generalmente estaban equipados con una bocina para advertir de su paso, podían resultar peligrosos para el personal de vía, como en el caso de un trabajador ferroviario que murió accidentalmente cuando se interpuso en el camino de un coche de deriva Market Harborough.
A continuación se relacionan algunos ejemplos de sistemas de deriva utilizados en distintos países. En algunos lugares, como la India, el término coche de deriva denomina a aquel que termina su viaje en una estación anterior al destino final del resto del tren. El coche o coches se quedan atrás después de ser desprendidos del tren mientras este está parado.
Los coches de deriva a menudo también eran coches transbordados en el sentido de que a menudo continuaban hacia otro destino, ya fuese con una locomotora separada adjunta o formando parte de otro tren.

## Historia
El primer ejemplo del uso del sistema de deriva de coches de viajeros se produjo en el Ferrocarril de Londres y Greenwich (L&GR) cuando se abrió en febrero de 1836 entre Deptford y Spa Road. Había espacio limitado en las terminales, por lo que se utilizaba un sistema conocido como "fly-shunting" (maniobra al vuelo), que permitía a la empresa operar tres trenes con una sola locomotora. Se disponía de dos andenes en cada extremo de un tramo corto de 2 millas 5 cadenas (3,2 km). Cuando una locomotora y su tren se acercaban a los desvíos situados antes de una terminal, el maquinista le indicaba al guardia que separase los coches de la locomotora y aplicase sus frenos para reducir la velocidad mientras la locomotora avanzaba a través de los desvíos hacia otro tren que esperaba. Los desvíos se cambiaban de orientación después de que la locomotora hubiera pasado y los coches entraban hacia un andén valiéndose de su propio impulso y frenos. A continuación, la locomotora y su nuevo tren se dirigían a la otra terminal, donde se repetía el proceso.
Samuel Wilfred Haugton, el superintendente de locomotoras del Ferrocarril de Dublín y Kingstown, tras una visita al L&GR en septiembre de 1849 llevó la técnica de regreso a Irlanda, donde modificaciones en las locomotoras y la instalación desvíos semiautomáticos permitieron que el sistema permaneciera en uso durante varios años.
Otro ejemplo temprano de servicios de deriva fue el Ferrocarril de Hayle, que inició sus operaciones de pasajeros en 1843. La compañía operaba tres trenes mixtos diarios con pasajeros y minerales, con los coches de pasajeros situados en la parte trasera del tren. Al acercarse a Hayle, se desacoplaba la porción de pasajeros mientras el tren estaba en movimiento, dejando que el tren minero negociara un conjunto de desvíos que luego se cambiaban y permitían que los vagones de pasajeros se deslizaran (a veces con la ayuda de un caballo que esperaba) hasta la estación de pasajeros. Estos trenes todavía estaban funcionando en 1850 pese a que se produjo un accidente no fatal en 1843.
El primer ejemplo documentado de vagones que se desligaban de un tren de pasajeros en movimiento se registró en Haywards Heath, en el Ferrocarril de Londres, Brighton y de la Costa Sur (LB & SCR) en febrero de 1858, cuando a las 4 p. m. un tren de London Bridge a Brighton que circulaba sin escalas desde East Croydon a Brighton dejó un coche a la deriva con destino a Lewes y Hastings. Las porciones estaban conectadas con un "acoplamiento patentado" y las instrucciones para el personal ordenaban que las cadenas laterales no estuvieran conectadas. El tren completo debía reducir la velocidad a medida que se aproximaba a Haywards Heath, se efectuaba el desenganche y la parte a la deriva debía reducir su velocidad para llegar suavemente al andén de la estación. Una vez que la parte separada se detenía en el andén, la locomotora prevista para transportarla a Hastings salía de la vía de apartado donde había estado esperando y se colocaba al frente del nuevo tren. La maniobra era coordinada mediante una serie de toques de campana que se intercambiaban entre sí los guardias de las dos porciones del tren y la tripulación de la locomotora.
El Great Western Railway (GWR) hizo lo mismo cuando el 29 de noviembre de 1858, se liberaron unos coches en Slough y Banbury de los trenes que circulaban entre la Estación de Paddington en Londres y Birmingham. El servicio de deriva se introdujo en diciembre de 1858 en Banbury para el tren de las 9:30 a. m. desde Paddington.
El Ferrocarril del Sureste (SER) fue uno de los primeros usuarios del sistema de deriva, y existe la posibilidad de que comenzaran un mes antes que el LB&SCR, en enero de 1858. El horario de ese mes contenía detalles de las 4:25 p. m. de Charing Cross a Hastings que deja... a los pasajeros en... Etchingham...: el tren no se detiene en Etchingham. Hay una nota similar con respecto a otro tren en Godstone, sobre cómo los trenes dejaban a los pasajeros sin detenerse no se explica, pero no hay evidencia que lo corrobore que indique el uso de un sistema de deriva. El Ferrocarril del Sureste estaba utilizando servicios de deriva en 1859 en el tren de las 12.20 p. m. de London Bridge a Ramsgate, que liberaba una porción en Canterbury.
Las restantes compañías ferroviarias británicas adoptaron el sistema de deriva con diversos grados de interés, con 58 liberaciones de coches diarias realizadas por 9 empresas en 1875, aumentando a 189 realizadas por 12 empresas en 1914, cuando el sistema estaba en su apogeo. Durante la Primera Guerra Mundial casi desaparecieron, debido a que había menos personal disponible, y los servicios de deriva necesitaban un guardia adicional en comparación con la parada del tren. Después de la guerra cambiaron las prioridades, dado que los servicios regulares eran necesariamente más lentos de lo normal, porque el ferrocarril sufría retrasos en el mantenimiento, todavía había escasez de personal y las empresas no estaban seguras de qué les depararía el futuro después de que los ferrocarriles estuvieran bajo el control del gobierno durante la guerra. En 1918, había 8 servicios diarios de liberación de coches, aumentando a 31 tras el agrupamiento de 1921, y alcanzando un pico de posguerra de 47 en 1924.
El sistema de deriva fue gradualmente abandonado por muchas razones. En el sudeste de Inglaterra los ferrocarriles fueron electrificados, permitiendo mayores aceleraciones y menores tiempos de recorrido; y en otros lugares los trenes viajaban más rápido y podían llegar a sus destinos sin necesidad de liberar vagones, sino que se detenían, de forma que también podían recoger pasajeros. Tal vez la razón más convincente, según el Manchester Guardian, fue la falta de conexión de los coches de deriva con el resto del tren, de forma que sus pasajeros no podían acceder al coche restaurante.

### Sistema de deriva con sogas
El Ferrocarril de Londres y Blackwall (L&BR) en el este de Londres, Inglaterra, se inauguró en 1840, y circulaba desde Minories (Fenchurch Street desde 1841) hasta Blackwall. Operaba como dos ferrocarriles independientes uno al lado del otro, cada uno operado por motores estacionarios y una soga que se enrollaba en grandes tambores en cada extremo de la línea.
Los vagones partían de cuatro estaciones y el proceso era el siguiente:
- Cinco vagones conectados entre sí salían de Fenchurch Street y se desplazaban por gravedad hasta Minories, donde se detenían.
- Los cinco vagones, y un sexto que esperaba aquí, estaban sujetos a la soga. Al mismo tiempo, los coches individuales se unían en Shadwell y Stepney.
- Cuando los ocho coches estaban conectados, se indicaba telegráficamente a la terminal de destino que comenzase a recoger la soga.
- A medida que el último coche se acercaba a su destino, el guardia lo soltaba y lo detenía con los frenos. Esta maniobra se realizaba en Stepney, Limehouse, West India Docks y Poplar, dejando los cuatro coches restantes para ser liberados poco antes de Blackwall, a donde llegaban por su propio impulso.
- A continuación dejaba de bobinarse la soga.
- Entonces se iniciaba el proceso contrario. Cuatro coches salían a rueda libre de Blackwall, y los ocho coches, en las distintas estaciones, estaban sujetos a la cuerda. Una señal telegráfica indicaba al operador del motor que todo estaba amarrado y la cuerda era enrollada en la dirección opuesta, liberándose coches en Stepney, Shadwell y Minories, donde uno se detenía y cinco entraban en Fenchurch Street.

El proceso completo duraba 30 minutos, de forma que el servicio requería quince minutos contando con la otra línea operando en el sentido opuesto. El sistema funcionaba bastante bien siempre que las sogas no se rompieran. La línea pasó a utilizar locomotoras en 1848.

## Operación de deriva

### Diseño de los coches
Los principios de diseño de los coches de deriva habrían sido los mismos que para la mayoría de los otros coches, con algunas modificaciones:
- Es posible que debieran atender a todas las categorías de viajeros, aunque esto no sería tan necesario si se usara conjuntamente con otros coches de deriva.
- Necesitaban un compartimento de guardia equipado con controles de deriva y de frenado en al menos un extremo. Si disponían de compartimento en ambos extremos, podían usarse en cualquier dirección sin el empleo de una plataforma giratoria.
- Una vez iniciada la deriva, el guardia del coche tiene que poder ver hacia adelante, por lo que el vehículo debe tener ventanas al menos en un extremo. En algunos casos, debía accederse al exterior para liberar el coche, en cuyo caso debía disponerse de una puerta.
- Es posible que se requiriese un aseo para viajes largos.

No todos los coches de deriva se diseñaron originalmente como tales, y a menudo bastaba con adecuar un coche de viajeros convencional, algo habitual en las primeras etapas de las operaciones de una empresa.

### Sistema de bloqueo y luces
El sistema de bloqueo era la forma normal de señalización que aseguraba que se mantuviera un intervalo de espacio entre los trenes. El criterio normal era que solo se permitía un tren en cada sección de bloqueo cada vez. Sin embargo, una vez que se liberaba un coche de deriva, había dos trenes en una misma sección de bloqueo, por lo que se tuvieron que crear regulaciones para evitar este problema y seguir trabajando de manera segura.
Los trenes estaban equipados con una luz trasera roja para que el personal de señalización pudiera asegurar que el tren estaba completo cuando pasaba por una caja de señales. Si no había ninguna luz trasera, esto indicaba que el tren se había dividido accidentalmente y parte de la composición original todavía estaba en una sección anterior de la vía. Se tuvieron que diseñar configuraciones especiales para las porciones de deriva, con el fin de asegurar que se trataba de una situación deliberada. En 1897, la Cámara de Compensación Ferroviaria publicó pautas para estandarizar estas disposiciones. Si había una sola porción a liberar, tenía que llevar una luz roja y una blanca colocadas entre dos luces traseras rojas, una encima de la otra, si había que liberar dos porciones, la primero que se desmontaba se marcaba como se describe y la última porción tenía que llevar una luz roja al lado de una luz blanca. En el caso del Cornish Riviera Express, que tenía tres porciones de deriva, la porción del medio disponía de un triángulo formado por tres luces rojas.

### Mecanismo de liberación
Había dos tipos principales de mecanismo de liberación de los coches de deriva:
- En el primer tipo, el grillete exterior de un acoplamiento de tornillo de tres eslabones estaba articulado y se mantenía cerrado con un pestillo de resorte. El mecanismo de liberación se operaba mediante una cuerda que soltaba el resorte que a su vez permitía que el acoplamiento de tornillo se abriera y se soltara del resto del tren.[38]
- El segundo tipo utilizaba un gancho modificado en la parte delantera del coche de deriva. La parte delantera del gancho estaba articulada de manera que se abría hacia adelante y liberaba el enganche de tornillo del resto del tren. El gancho se mantenía cerrado mediante un cerrojo accionado por una palanca desde el compartimiento de control del coche de deriva.[39][40]

También se requería un método para desconectar cualquier sistema de frenos continuo que recorriese el tren, lo que generalmente se realiza girando un tope o una llave que cerraba el conducto del resto del tren. En años posteriores, los coches a menudo se calentaban con vapor, empleando unas tuberías que partían de la locomotora. Estas tuberías tenían que cerrarse antes de proceder a la maniobra de deriva, lo que se solía hacer en la estación anterior, hasta que se inventaron los conectores que se cerraban automáticamente cuando se separaba la tubería.

### Adaptación del tren
El mecanismo de deriva generalmente solo se usaba para conectar al tren principal la porción que se iba a liberar a partir de la estación anterior. Esto aseguraba que no fuera indebidamente puesto bajo tensión ni que pudiera ser operado inadvertidamente antes de que se usara el acoplamiento normal de tres enganches.

## Operaciones de empresas británicas e irlandesas
La siguiente lista consigna distintos servicios con coches de deriva operados por diversos ferrocarriles. No todos operaron al mismo tiempo, y no hubo una tendencia universal en su uso, de forma que cada compañía cuándo pudo ser ventajoso su empleo.

### Ferrocarril de Bristol y Exeter (B&ER, más adelante parte del GWR)
El B&ER introdujo coches de deriva en 1869 en su famoso tren Flying Dutchman, entre Bristol Temple Meads y Exeter St Davids. El tren operaba desde la Estación de Paddington de Londres, y la liberación de coches en el B&ER se realizaba desde el tren descendente en Bridgwater. Se habilitaron más servicios de este tipo desde este mismo tren en la sección del GWR en Chippenham en el tren descendente y en Reading en el ascendente. También se dispusieron en otros trenes, concretamente en Yatton y Tiverton Junction.

### Great Western Railway (GWR, más adelante BR(W))
El GWR aumentó constantemente sus operaciones de coches de deriva después de la prueba inicial realizada en 1858, casi siempre en trenes descendentes que liberaban algún coche en Slough, que luego se llevaban hasta Windsor & Eton Central. Dado que este servicio era razonablemente corto, era posible que los coches retornaran hacia Paddington como automotores ordinarios, que podían realizar tres viajes de este tipo durante cada jornada.
Un servicio de deriva inusual se prestó entre 1866 y 1867 en Paddington. El servicio de las 8:15 a. m. desde Windsor & Eton Central a Farringdon Street en la City de Londres a través del Ferrocarril Metropolitano, liberaba una porción en la Estación Principal de Paddington (mientras se dirigía a Paddington en Bishop's Road), para ser conectada al final del Ferrocarril Metropolitano. La deriva parece haberse realizado aprovechando su propio impulso hacia la terminal de Paddington, donde llegaría tres minutos después de que su tren anfitrión alcanzara Bishop's Road.
En 1885, el GWR tenía 15 coches de deriva de gran ancho y otros 32 de ancho estándar utilizados diariamente. Se realizaban sueltas en: Leamington, Knowle, Warwick, Reading, Maidenhead, Hatton, Banbury, Slough, Taplow, Twyford, Fenny Compton, Church Stretton, Wantage Road, Didcot, Bridgwater y otras estaciones. En Reading se registraba la mayor cantidad de maniobras de derivas con hasta trece diarias, con casi todas las porciones una vez desacopladas hacia andenes terminales. Algunos coches automotores realizaban viajes prolongados, y completaban maniobras de deriva varias veces antes de regresar a su punto de partida.
Los servicios de deriva de coches del GWR continuaron creciendo con cuarenta y nueve diarios en 1900, alcanzando un máximo de setenta y nueve en 1908 y luego estabilizándose en alrededor de setenta hasta 1914. En 1910 había diez liberaciones de coches en Reading, seis en Hatton proporcionando trenes directos a Stratford-upon-Avon, cinco en Slough para Windsor y Eton Central, cinco en Banbury, cuatro en Taunton y Bridgwater, conectando con el Ferrocarril Combinado de Somerset & Dorset a Glastonbury y otros veintidós lugares, incluida la deriva de un coche de correo en Pylle Hill, Bedminster, Bristol.
Uno de los trenes expresos más conocidos de GWR fue el Cornish Riviera Express, que circulaba de Paddington a Penzance. Desde 1906 tenía dos porciones de coches de deriva: la primera se liberaba en Westbury y continuaba hasta Weymouth; y la otra se separaba en Exeter St Davids y continuaba hasta Torquay. En 1907 se agregó una tercera porción de deriva, que terminaba en Taunton. Estas operaciones cesaron durante la Primera Guerra Mundial y se reiniciaron poco después de que terminara el conflicto con sueltas en Taunton y Exeter, y en Westbury se reanudó el servicio un año después. En 1920, el coche liberado en Taunton comenzó a circular hacia Ilfracombe y Minehead. Este sistema de explotación se mantuvo hasta 1935, cuando se pudo evitar el paso por la Estación de Westbury, donde todavía se realizaba una suelta en un punto más alejado de la línea, y se completaba mediante una locomotora que salía de la estación. Al mismo tiempo, se eliminaron las sueltas de Taunton y de Exeter, siendo reemplazadas por otro tren. Este patrón de una única operación de deriva en Westbury continuó hasta el estallido de la Segunda Guerra Mundial.
El GWR introdujo la primera operación de deriva de coches en el sur de Gales cuando adquirió un contrato de arrendamiento a largo plazo del Ferrocarril de Mánchester y Milford en 1906. La suelta se realizaba en Carmarthen Junction para llegar a Aberystwyth.
Durante la Primera Guerra Mundial disminuyeron las operaciones de deriva de coches en el GWR hasta las treinta y cuatro diarias en 1916 y ninguna en 1918, antes de una lenta recuperación en la posguerra. El GWR volvió a realizar treinta y un sueltas diarias en 1922, aumentando a cuarenta y siete en 1924 y luego disminuyendo lentamente con cuarenta en 1928 y veinte en 1938. La liberación de coches cesó por completo durante la Segunda Guerra Mundial, y posteriormente solo se recuperaron cinco maniobras diarias en 1946.
La Región Oeste de British Railways (BR(W)) continuó con algunas de las sueltas del GWR después de la nacionalización. La última maniobra de deriva múltiple con dos coches tuvo lugar en Didcot el 7 de junio de 1960; y la última operación con un solo coche se realizó en Bicester North el 10 de septiembre de 1960.

### Ferrocarril de Londres, Brighton y de la Costa Sur (LB & SCR, más adelante SR)
Después de su inicio temprano en 1858, el LB&SCR adoptó lentamente las prácticas de los vagones deslizantes con tres servicios en 1875 que aumentaron a nueve en 1900, momento en el cual los habían usado en siete lugares diferentes. Algunos de sus atracaderos eran porciones de trenes sustanciales, por ejemplo, el tren expreso Pullman de las 8:45 a. m. de Brighton a London Bridge deslizó varios vagones a las 9:39 a. m. en East Croydon con destino a London Victoria, donde llegaron a las 10:05 a. m., poco antes de que otro similar deslizamiento sustancial del Pullman de las 8:30 a. m. de Eastbourne también se deslizó en East Croydon a las 9:46 a. m.
El número de resbalones siguió aumentando con quince en 1910 (dieciséis los sábados), veintitrés en 1912 y veintisiete en 1914, momento en el que se produjeron resbalones en diez lugares diferentes tanto hacia arriba como hacia abajo, a veces hubo veinte -Un entrenador se resbaló cada día en la línea principal de Brighton solo.
En 1914, se hacían resbalones en Arundel, Ashurst para el ramal a Tunbridge Wells West, Barnham Junction para Bognor Regis, East Croydon y Sutton para London Victoria y London Bridge, cualquiera que fuera el destino del tren principal, Haywards Heath y luego se detenía en Haywards Heath, continuaba hacia Lewes o formando un tren lento a Brighton, Horley para estaciones a East Grinstead, Polegate de trenes rumbo a Londres para Hastings, Preston Park y Three Bridges para Eastbourne.
El uso de resbalones disminuyó durante la Primera Guerra Mundial, con catorce en 1916 y solo tres en 1918. A pesar de la incertidumbre volvieron a subir a dieciocho en 1922, pero después de que se formó el Southern Railway, su política combinada con una electrificación gradual de las líneas principales redujo la necesidad de atracaderos y todos se detuvieron en abril de 1932.

### Ferrocarril de Lancashire y Yorkshire (L&YR, más adelante LMS)
El L&YR introdujo su primer servicio de deriva en la década de 1880. La mayoría de las sueltas del L&YR se hicieron desde trenes en dirección oeste en Rochdale, donde se desviaban algunas porciones para seguir una ruta más lenta a Liverpool Exchange a través de Bolton Trinity Street y Bury Bolton Street o a Southport Chapel Street. El tren principal continuaba hasta Mánchester Victoria y luego seguía sin parar hasta Liverpool Exchange. Hacia 1901, se operaban seis sueltas en Rochdale, siete en 1904, cinco en 1908 y solo dos en 1910 y 1914. La cantidad de maniobras de deriva se redujo porque aumentó el número de trenes que paraban en Rochdale.
El L&YR tenía otros servicios de enlace, incluidos los enlaces a Blackburn de los trenes de Liverpool a Preston, que generalmente se realizaban en Midge Hall, poco antes de Preston, pero este enlace se realizaba inicialmente en Moss Lane Junction. Una maniobra de deriva en particular ha sido calificada como "famosa" o la "más complicada", la suelta de Accrington.

El coche de deriva tenía que separarse mientras descendía la pendiente de 1 en 40 de Baxenden utilizando los frenos, pero antes de entrar a la estación de Accrington, donde había un límite de velocidad de 5 millas por hora (8 km/h), se tenía que regenerar el vacío para proporcionar suficiente potencia de frenado para la parte de deriva. Además, debido a la pronunciada curva que atravesaba la estación, se necesitaba un hombre en el andén para indicarle al conductor que la maniobra se estaba realizando en orden. Toda la operación exigía una gran habilidad.

A partir de 1910 también se liberaron coches en Kirkham de los trenes de Mánchester a Blackpool. El tren de las 5:10 p. m. desde Mánchester seguía la ruta a través de Lytham a Blackpool Central, con un coche de deriva también hacia Blackpool Central pero por la ruta directa, llegando primero. El tren de las 5:55 p. m. igualmente se dirigía a Blackpool Central, liberando una parte de sus coches en Kirkham para dirigirlos a Poulton-le-Fylde y a Blackpool Talbot Road.
El L&YR continuó realizando algunas sueltas de coches durante la Primera Guerra Mundial, que se continuaron en la época del Ferrocarril de Londres, Midland y Escocés (LMS). Sin embargo, se retiraron hacia 1927, cuando el LMS experimentó un período de impulso económico.

### Ferrocarril de Londres y del Noroeste (LNWR)
El LNWR tardó en adoptar las operaciones de deriva, iniciándolas en Watford, Blisworth hacia Northampton Castle y Leighton Buzzard. Además de las sueltas regulares en Leighton Buzzard, disponía de un servicio "según demanda" en Euston para grupos de caballeros que se dirigieran a cazar en Leighton Buzzard, que se suspendió en abril de 1877. Todas estas sueltas iniciales habían dejado de funcionar en 1895, pero en 1896 se operó un nuevo servicio durante un período corto en Cheddington, seguido en 1897 por un nuevo servicio en Leighton Buzzard después de lo cual se produjo un incrmento hasta las dieciocho liberaciones de coches diarias en 1910 y las diecinueve en 1914.
Las sueltas anteriores a la Primera Guerra Mundial se realizaban en:
- Nuneaton, dos de las cuales pasaban a Buxton a través de Ashbourne,
- Bletchley para Bletchley y Banbury a través de la Línea del Ramal de Banbury-Verney Junction,
- Blisworth por Northampton Castle, incluyendo una suelta a primera hora para hacer llegar los periódicos en 1914,
- Leighton Buzzard con conexiones a Dunstable North,
- Rugby por Leamington Spa, que se retiraron después de 1910 porque dejaron de ser competitivas cuando el GWR abrió una ruta más corta y rápida.
- Rugeley Town para Shrewsbury y Welshpool, y
- Coventry, en 1914. El coche de deriva empleado disponía de un pasillo que lo conectaba con el tren principal, lo que permitía a los pasajeros utilizar el coche restaurante.[86]

Las operaciones de deriva del LNWR se cancelaron gradualmente durante la Primera Guerra Mundial y ya no se reintrodujeron después.

### Ferrocarril de Shrewsbury y Hereford (S&HR)
Entre 1868 y 1895, el GWR operó un servicio de suelta de coches en Church Stretton en el S&HR operado conjuntamente. Los coches liberados probablemente eran llevados a Craven Arms Junction, que conectaba con el Ferrocarril de Bishops Castle, el Ferrocarril de Wellington a Craven Arms y la Línea Central de Gales.

### Ferrocarril de Mánchester, Sheffield y Lincolnshire (MS&LR, más adelante GCR)
El MS&LR comenzó a liberar coches en Worksop en 1886 en ambas direcciones de los trenes expresos operados conjuntamente por el MS&LR y el GNR entre Mánchester London Road y King's Cross. En 1887 se estaban realizando tres sueltas en cada sentido, que continuaron en operación hasta 1899.
De 1893 a 1899, el MS&LR realizó sueltas adicionales en Penistone que llegaban a Huddersfield y en Godley Junction hacia Mánchester Central, ampliando las posibilidades de conexión.
Después de convertirse en el Gran Ferrocarril Central (GCR), se cancelaron las sueltas en las antiguas líneas del MS&LR, excepto una en Godley Junction que se pasó a Liverpool. Esta maniobra se mantuvo hasta 1904.
En 1903, el GCR comenzó a liberar un automotor del expreso de las 7:42 a. m. desde Sheffield Victoria, que circulaba sin paradas hasta London Marylebone. El automotor se soltaba en Nottingham Victoria y luego se dirigía a Leicester Central, deteniéndose en todas las estaciones. En sentido contrario, el servicio sin escalas a Sheffield de las 3:25 p. m. soltaba en Leicester un automotor que se dirigía a Nottingham, Mansfield Central, Grimsby Town y Cleethorpes, aunque en 1910 terminaba en Lincoln.
En 1905 se introdujo un coche con pasillo hacia Bournemouth Central, que estaba conectado a coche de deriva, y a su vez ambos formaban parte del tren de las 3:15 p. m. (posteriormente de las 3:25 p. m.), el expreso de Londres a Mánchester. Cuando el tren llegaba a Sheffield, ambos coches se soltaban en Penistone, pasando a Huddersfield y Bradford Exchange. Este servicio duró hasta 1914. En algún momento, las sueltas sirvieron de nuevo a Grimsby Town y Cleethorpes.
Desde 1907 hasta 1914, y luego restablecido después de la guerra, el tren de las 6:20 p. m. de Londres a Bradford liberaba un coche en Woodford y Hinton a las 7:40 p. m. El coche de deriva continuaba hacia Stratford-upon-Avon mediante el Ferrocarril de Stratford-upon-Avon y Midland Junction. Este servicio competía con uno similar del GWR.
También se introdujo un servicio de coches de deriva de cercanías en 1907. Únicamente funcionaba los sábados y solo duró nueve meses, adosándose un vagón de cola al tren Express de las 13.40 h. que salía de Marylebone. El coche de deriva se soltaba en Amersham a las 2:13 p. m. y se dirigía a Great Missenden, donde llegaba a las 2:24 p. m.
Después de la Primera Guerra Mundial, se reintrodujo la suelta de Woodford hacia Stratford-upon-Avon alrededor de 1920. Casi al mismo tiempo, se probó otra suelta en Brackley desde el mismo tren, que se mantuvo poco más de un año. No está claro si las dos operaciones coincidieron o si la suelta de Woodford se reintrodujo tras la cancelación de la de Brackley. Para noviembre de 1922 definitivamente se estaban realizando dos sueltas desde el tren de las 6:20 p. m.: el de Woodford (como anteriormente) y otro en Finmere (que llegaba a las 19:28 horas). Este servicio atendía a un grupo de residencias de personas destacadas que vivían cerca de la estación y que habían "formado una especie de club ambulante", incluido un director del GCR y más tarde del LNER. Estos dos servicios, ambos acoplados al tren de las 6:20 p. m. que partía de Marylebone, se mantuvieron durante trece años, hasta el accidente ferroviario de Woodford y Hinton.

### Ferrocarril de Midland (MR)
El MR inició sus operaciones de deriva de coches en 1886, con una suelta en St Albans. Había al menos dos liberaciones de coches diarias en 1887, una en St Albans a las 5:30 p. m. desde el tren de las 5:00 p. m., el Express de Mánchester Central y Liverpool, quedando el coche de deriva unido al tren de las 5:39 p.m. hacia Bedford. La segunda suelta se realizaba en Berkeley Road a las 11:12 a. m. desde el tren de las 6:40 a. m. de Derby a Bristol Temple Meads, con conexiones a Lydney y Lydbrook Junction.
Se produjo un aumento considerable en el número de operaciones de deriva en 1888, con 25 sueltas diarias en dieciocho lugares diferentes: Ambergate, Ashchurch, Berkeley Road, Blackwell, Bromsgrove, Cudworth, Defford, Harpenden, Heeley, Kettering, Luton, Market Harborough, Melton Mowbray, Oakham, Rotherham, St Albans, Syston y Wigston. En otros años también se realizaron liberaciones de coches de deriva en Chesterfield, Leicester, Loughborough, Saxby, Sharnbrook, Stonehouse y Tamworth.
Para 1900, las sueltas se redujeron a cinco diarias, pero luego aumentaron nuevamente a dieciséis en 1903, quince en 1910 y diecinueve en 1914. Todas se realizaban en estaciones que ya se habían utilizado anteriormente, excepto dos sueltas diarias en Saltaire (introducidas en 1910) desde los trenes de las 3:58 p. m. y de las 16:42 de Carlisle a Leeds y St Pancras en Londres, que avanzaban hasta Bradford y Wellingborough. Esta suelta, introducida en 1914, era inusual debido a que el coche de deriva se usaba dos veces en el mismo viaje. Se unía en Kettering, se liberaba en Wellingborough, luego se unía a otro tren y se soltaba nuevamente en Luton. Las operaciones de deriva de coches se detuvieron durante la Primera Guerra Mundial y no se reanudaron después.

### Gran Ferrocarril del Norte (GNR)
El GNR comenzó sus operaciones de suelta de coches en 1864 y luego aumentó su número de manera constante hasta finales de la década de 1880, alcanzando un máximo de treinta en 1883, y en 1885 era la empresa con el mayor número de este tipo de maniobras. Su progresión experimentó altibajos: quince en 1875, veintisiete en 1880 y 1885, diecisiete en 1890, nueve en 1995, seis en 1900 y tan solo uno en 1908. Esta última suelta la realizaba el Flying Scotsman (que circulaba de Edimburgo a King's Cross) en Doncaster, y se mantuvo hasta 1916, cuando el GNR suspendió las sueltas por completo.
La mayoría de las operaciones con coches de deriva del GNR se localizaban en las estaciones principales, con algunas excepciones en los primeros días. Hitchin tenía hasta ocho sueltas diarias para que el Ferrocarril de Royston y Hitchin las llevara hasta Cambridge. En 1872, los trenes de las 10:10 a. m. y las 2:45 p. m. (el que salía de Kings Cross y el que debía llegar hasta allí a las 11:55 a. m.) liberaban un coche de deriva en Hitchin hacia Cambridge.
Hatfield tenía hasta seis operaciones diarias, probablemente para los ramales de St Albans y Dunstable North. Essendine también tenía hasta seis sueltas diarias para los ramales a Stamford East y Bourne en el Ferrocarril Combinado de Midland y del Gran Norte.
Un servicio de deriva inusual del GNR involucraba al tren de las 5:30 p. m. desde King's Cross en Londres. Este tren liberaba un coche en Huntingdon, y luego otro en Peterborough, y un poco más tarde se detenía en Grantham donde recogía un coche de deriva adicional que se había liberado en Newark antes de detenerse en Retford, donde recogía otro coche de deriva previamente liberado en Worksop. En conjunto, cuatro operaciones de suelta en un mismo tren. Este servicio funcionaba en 1887, pero dejó de operar en 1895.

### Gran Ferrocarril del Este (GER, más adelante LNER)
El GER comenzó a liberar coches de deriva en 1872 y creció lentamente con dos sueltas en 1875, nueve en 1880, diecisiete en 1885, llegando a un máximo de veinticinco en 1904 y luego cayendo a dieciocho en 1914 y deteniéndose por completo en la Primera Guerra Mundial.
Muchas de las operaciones anteriores fueron de trenes ascendentes que se dirigían a London Liverpool Street con una suelta que dirigía a St Pancras. Estas operaciones tuvieron lugar inicialmente en Chelmsford y más adelante desde Tottenham, pero se redujeron a una en 1910, cuando también se habían introducido sueltas en Audley End (que iban a Saffron Walden), Broxbourne (que iban a Hertford), Colchester, Ingatestone, Marks Tey (que iban a, o se conectaban con la rama a Sudbury), Shenfield (que iban a Southend-on-Sea), Waltham Cross y Witham.
Las liberaciones de coches de deriva se reintrodujeron después de la guerra en cantidades mucho menores, con dos diarias en 1921. Se mantuvieron en dos (aunque no siempre en los mismos lugares) hasta 1937, cuando bajó a una. La última suelta, que se realizaba en Marks Tey, se canceló en 1939.

### Ferrocarril del Noreste (NER)
El NER no se prodigó con este tipo de operaciones, y como máximo tenía tres diarias y normalmente solo una. Comenzó en 1871 con una suelta en Selby desde el tren de Hull a Normanton, que duró hasta 1877, cuando se inició otra suelta en Tweedmouth para el ramal de Kelso. En 1895 se realizaba desde el tren de Normanton a Berwick, y el coche de deriva se conectaba al tren procedente de Berwick y con dirección a Kelso unos minutos después de su llegada.
El NER dejó de usar coches de deriva en 1905 y nunca volvió a emplearlos.

### Ferrocarril Británico del Norte (NBR)
El NBR utilizó coches de deriva entre 1870 y 1894. Como máximo se llegaron a realizar tres operaciones diarias y desde un máximo de cinco ubicaciones. La Ruta de Waverley fue la primera con sueltas en Gorebridge, Stow y Longtown entre 1870 y 1893. Se produjeron otras dos sueltas: entre 1873 y 1876 desde el tren de Edimburgo a Glasgow Queen Street en Polmont; y de 1876 a 1893 desde el tren de Edimburgo a Berwick hacia North Berwick.

### Ferrocarril de Glasgow y del Suroeste (G&SWR)
El G&SWR solo usó coches de deriva una vez desde 1898 hasta 1901: se liberaba un coche en Irvine del tren de las 4:15 p. m. entre Glasgow y Ayr, y se unía al tren de Ardrossan a Ayr, que estaba esperándolo. Para este servicio se construyeron furgones de frenos de seis ruedas con ventanas laterales.

### Ferrocarril de Londres y del Suroeste (LSWR)
El LSWR usó un vagón de deriva durante un breve período en la década de 1860 para la Línea del Ramal de Chertsey, reintroducido y combinado con otro servicio en la década de 1870. La maniobra de deriva realizaba en Weybridge ((hasta 1877) o en Walton-on-Thames (hasta 1895).
Entre 1891 y 1902 se liberaron coches en Feltham desde el tren de las 5:40 p. m. entre la Estación de Waterloo en Londres y Windsor, que se llevaban hasta Ashford. A partir de 1894 también se disponía de otro coche de deriva en el tren matutino de Londres a Portsmouth en Petersfield; y de 1896 a 1900 otro coche de deriva se quedaba en Winchester, separado del expreso nocturno con destino a Bournemouth. El LSWR dejó de emplear por completo el sistema de deriva en 1902.

### Ferrocarril del Sureste (SER, posteriormente SE&CR)
Después de ser uno de los pioneros de los servicios de deriva, el SER comenzó a realizar sueltas en mayor número a partir de 1863, particularmente en estos primeros días en Caterham Junction para servir a Caterham, donde tenía hasta once liberaciones de coches diarias. El número total de estas operaciones en el SER se redujo gradualmente a cuatro en 1875 y a una en 1898. Tonbridge tenía una o dos operaciones a principios de la década de 1860; Sevenoaks tuvo también una o dos durante la década de 1870; y Paddock Wood dispuso de uno para el ramal de Medway Valley a Maidstone West. La Guía Bradshaw de 1887 informa de operaciones de deriva en Ashford del Continental Mail Express y en Shorncliffe Camp del 'Royal mail Express day Service'. Curiosamente, están anotados como "Coches separados: el tren no para".

### Ferrocarril de Londres, Chatham y Dover (LCDR, más adelante SE&CR)
El LCDR inició sus operaciones de deriva en 1872, generalmente con tres o cuatro diarias, alcanzando un máximo de cinco en 1896. La liberación de coches se realizaba desde los trenes de bajada en Beckenham Junction, Chatham y Faversham y desde los trenes de subida en Herne Hill, desde donde los coches de deriva se dirigían a cualquiera de las terminales del LCDR en Londres, Holborn Viaduct o London Victoria, donde el tren principal no llegaba.

### Ferrocarril del Sudeste y Chatham (SE&CR)
El SE&CR, en los días anteriores a la guerra, realizaba maniobras de deriva en Ashford (para el Ferrocarril del Sureste y Sandgate), Farningham Road o Swanley (para Chatham), Faversham, Herne Hill y Shorncliffe. Pero se suspendieron durante la Primera Guerra Mundial. Después de la guerra, el SE&CR reanudó las sueltas. Así, la Guía Bradshaw de 1922 muestra liberaciones de coches en Ashford, Herne Hill (para St Paul's y Holborn Viaduct), Faversham (para servicios lentos a Margate y Ramsgate Harbour), y Swanley Junction. En 1924 el número de sueltas se había reducido a tres y se detuvieron por completo ese verano.

### Ferrocarril de Furness (FR)
El FR empezó a utilizar coches de deriva en 1887, algo inusual para una línea con un carácter rural en la que circulaban trenes a velocidades moderadas. Las primeras sueltas se establecieron en Grange-over-Sands desde los trenes entre Carnforth y Whitehaven en ambas direcciones. A partir de 1888 se realizaba una suelta durante los veranos en Ulverston, que se conectaba con un servicio de vapor a la Isla de Man. De 1891 a 1899, se liberaba un vagón en Askam, que había seguido a su tren principal parando en todas las estaciones hasta Millom. También hubo sueltas solo en verano de corta duración en Arnside y Dalton. Los servicios con coches de deriva en Grange-over-Sands se redujeron gradualmente hasta que solo quedó uno, que finalmente cesó en 1916.

### Ferrocarril de Caledonia (CR)
El CR se incorporó tarde a los servicios con coches de deriva, que inició a partir de 1904 con dos sueltas en Lockerbie que se habían incorporado en Carlisle. Para 1908, se liberaban coches doce veces al día, lo que continuó hasta 1914. Se estaban soltando coches de deriva en:
- Carluke y Cleghorn para los viajeros que iban a Lanark,
- Coupar Angus para Blairgowrie,
- Crieff Junction para Crieff, Comrie y St. Fillans,
- Falkirk para Grangemouth,
- Guthrie para las estaciones hasta Arbroath,
- Larbert y
- Lockerbie.[129][130]

### Gran Ferrocarril del Norte de Escocia (GNSR)
La empresa que tuvo una vida más corta que usó coches de deriva fue el GNSR, que introdujo su primera suelta en el verano de 1914 en Banchory desde el tren de Aberdeen a Ballater. Pero el servicio se canceló ese otoño al comienzo de la Primera Guerra Mundial y nunca se volvió a introducir.

### Ferrocarril de Belfast y los Condados del Norte (BNCR, más adelante NCC)
Las primeras pruebas con coches de deriva en Irlanda se llevaron a cabo en el (BNCR) en 1893, cuando los servicios de verano entre Belfast York Road y Coleraine o Portrush comenzaron a liberar coches con frenos adaptados en Ballyclare Junction, Cookstown y Ballymoney. Las pruebas duraron dieciocho meses, pero no tuvieron éxito financiero. Las operaciones de liberación de coches cesaron a finales de 1894 y se reintrodujeron durante la mayoría de los veranos en Antrim, Cookstown y Ballyclare Junction a partir de 1897. En 1910, el Comité de los Condados del Norte (NCC) todavía operaba una suelta desde el tren de las 8:00 a. m. de Belfast York Road a Portrush en Ballyclare Junction, que circulaba hasta Ballyclare.

### Gran Ferrocarril del Norte (Irlanda) (GNRI)
El GNRI funcionó entre Dublín Amiens Street y Belfast. En 1896, comenzó a emplear coches de deriva por la noche desde un tren de Belfast en Malahide, a solo nueve millas al norte de Dublín para atender a los viajeros. El año siguiente, Skerries y Balbriggan también dispusieron de coches de deriva para sus pasajeros. Estos servicios continuaron hasta 1910.
El GNRI comenzó a liberar un automotor en Drogheda en 1913, en lugar de detenerse allí. Esta maniobra se mantuvo durante la Primera Guerra Mundial, y en 1921 se operaba dos veces al día desde los trenes de Dublín de las 3 p. m. y las 18:35, que de otro modo circulaban sin escalas hasta Dundalk. En 1923 solo el tren de la tarde realizaba la suelta, situación que continuó hasta la década de 1930. Fue el penúltimo automotor de deriva que se suspendió en Irlanda.
Durante 1921 y 1922 se realizó una suelta en Goraghwood desde el tren de Dublín de las 3 p. m., maniobra que se canceló en 1926 a favor de una parada de control. En la dirección inversa, se disponía de un coche de deriva para Warrenpoint, que se soltaba desde el tren de las 5:30 p. m. que partía desde Belfast en Goraghwood.
De 1921 a 1940, a excepción de 1934-1935, se realizó una suelta en Lisburn desde el tren de las 9 a. m. (las 9:15 a. m. en 1922) que circulaba entre Dublín Amiens Street y Belfast. El coche liberado tomaba el ramal hacia Antrim y Portrush, evitando Belfast por completo.
En 1932, el tren de las 3:15 p. m. en dirección norte desde Dublín a Dundalk logró realizar el primer recorrido programado a una velocidad promedio de "milla por minuto" (60 millas por hora (96,6 km/h)) en Irlanda mientras liberaba un coche automotor en Drogheda.

### Gran Ferrocarril del Sur y del Oeste (GS&WR, más adelante GSR)
El empleo de coches de deriva comenzó en el GS&WR en 1901, cuando se liberó un coche del tren Correo de la mañana desde Dublín Kingsbridge a Cork en Kildare. Más adelante ese mismo año, dos de los otros expresos en esa línea realizaron sueltas en Limerick Junction hacia Limerick y uno, el de las 6:10 p. m. realizó una suelta en Portarlington hacia Tullamore y Athlone. La operación en Limerick solo duró un año, y fue sustituida por sueltas en Kildare y Ballybrophy antes de tomar la línea a Limerick a través de Nenagh.
El GS&WR comenzó a introducir coches de deriva en noviembre de 1900. En 1902, el funcionamiento de los coches de deriva era normalmente de unos seis al día en los trenes de bajada. El servicio alcanzó su punto máximo en 1913, con sueltas en:
- Sallins para Tullow,
- Kildare para Kilkenny y Waterford,
- Portarlington para Athlone,
- Ballybrophy para Limerick,
- Thurles para Clonmel y
- de 1902 a 1914, se realizó una suelta inusual de un coche dos veces al día en Conniberry Junction. Los coches de deriva se combinaban en Maryborough con el tren principal que iba a Waterford y el coche para Mountmellick se unía al tren principal durante dos minutos antes de liberarse, siendo recogido por una locomotora unida a la parte trasera de la porción liberada.[139][144][145]

La mayoría de estos servicios se detuvieron durante la Primera Guerra Mundial, y solo se mantuvieron dos en Ballybrophy. Después de la guerra, se reintrodujeron algunos, incluido uno en Sallins y otro en Kildare.

### Ferrocarril de Belfast y del Condado de Down (BCDR)
De 1902 a 1918, el BCDR operó una suelta desde el tren del mediodía de los sábados que circulaba de Belfast Queens Quay a Irlanda del Norte en Comber. En 1902, el Club de Golf Donaghadee solicitó un servicio para el conocido como "Golfer's Express". La respuesta fue convertir un furgón de frenos en un coche de deriva que se separaría en Comber. La práctica más habitual en Irlanda y Gran Bretaña era que un guarda que viajaba en el coche de deriva efectuara el desacoplamiento. Pero aquí lo realizaba el interventor del tren principal, que se valía de unos postes indicadores situados junto a la vía. Primero desconectaba las mangueras de vacío, asegurándose de que esto no provocara una pérdida de presión en el tren principal. Luego comprobaba que el tren iba lo suficientemente rápido como para alejarse de la parte liberada. Si la visibilidad era mala u otras condiciones no eran las adecuadas para la suelta, esta no se realizaba. El jefe de estación de Comber tenía autoridad para detener el tren y hacerlo desacoplar de la manera ordinaria.
Tan pronto como el guardia del coche de deriva tenía constancia de que se había soltado, usaba el freno de mano para asegurarse de no alcanzar al tren principal, que tenía que reducir la velocidad en la curva situada al sur de la estación. Luego empleaba su freno de vacío para detenerse en el andén. Se podían unir hasta cinco coches ordinarios al coche de deriva. A continuación eran llevados sin escalas a Donaghadee por una máquina que retornaba de vacío desde allí hasta Comber. El tiempo de viaje desde Belfast era de 39 minutos. Este servicio terminó en abril de 1918, como una medida de guerra "temporal", pero nunca se reanudó, siendo reemplazado por un tren semirrápido a las 12:12 p. m. cada sábado, que invertía 44 minutos a Donaghadee con seis paradas.

### Ferrocarril de Midland Gran Oeste (MGWR)
El MGWR disponía de una suelta diaria entre 1909 y 1914 en Irlanda, que llegaba a Edenderry. La maniobra se realizaba desde el tren de las 4:50 p. m. de Dublín Broadstone a Galway. Se operaba durante todo el año, con una suelta adicional sobre las 8:45 a. m. durante el verano. Ambos servicios se interrumpieron durante la Primera Guerra Mundial, pero después de la guerra se restableció una suelta en esta ruta desde el tren de las 2:30 p. m. de Dublín a las 3:15 p. m. El MGWR también liberó coches en Inny Junction para dar servicio a Cavan por un corto período de tiempo durante el verano de 1918.

### Grandes Ferrocarriles del Sur (GSR)
Los GSR, desde su formación en 1925, continuaron la suelta que ya realizaba el GS&WR en Kildare para Kilkenny y Waterford. Se introdujo otra suelta en Portarlington entre 1926 y 1928, y el último servicio con un coche de deriva en Irlanda se prestó en Kildare desde el tren de las 9:30 a. m. de Dublín Kingsbridge hasta Cork en 1940.

## Incidentes con coches de deriva
La maniobra con coches de deriva aumenta el riesgo de colisión si no se toman las precauciones adecuadas. La tripulación de la locomotora debe asegurarse de tener una ruta despejada a través de la estación en la que se prevé la suelta, al igual que el guarda responsable del coche de deriva que también debe saber que la ruta está despejada antes de intentar la maniobra, porque si el tren principal necesita detenerse después de que se hubiera efectuado el desprendimiento, existía el peligro de que se el coche liberado lo alcanzase, lo que a veces requería la provisión de señales adicionales.
Así mismo, era necesario que existiera un procedimiento para cuando el guardia del coche de deriva no pudiera realizar la maniobra, lo que generalmente implicaba que el tren tuviera que detenerse para separar el coche en la estación. Situaciones similares podían ocurrir con niebla o fuertes nevadas.
Los procedimientos ideados para las maniobras con coches de deriva generalmente insistían en que el guarda del coche de deriva solo usara el freno manual para controlar como detenerlo, mientras que los frenos continuos solo se usarían en caso de emergencia.

### Tunbridge 1866
El 30 de septiembre de 1866, cuatro coches que se habían separado de un tren con destino a Dover atravesaron la estación y chocaron con la parte trasera de un tren de mercancías. Once personas resultaron heridas. El oficial que realizó la investigación concluyó que el accidente parece haber sido el resultado de un sistema peligroso de trabajo y la inexperiencia del guardia de la parte separada del tren.

### Market Harborough 1879
Un trabajador ferroviario que caminaba por la vía cerca de Market Harborough se apartó de la vía mientras pasaba un expreso, pero se interpuso en el camino de un coche de deriva recientemente soltado que lo mató.

### Slough 1880
El 12 de noviembre de 1880, un coche de deriva soltado en Slough desde el expreso de las 5:00 p. m. de Plymouth hacia Windsor & Eton Central, que transportaba al príncipe Christian y a la princesa Victoria de Holstein-Augustenburg, chocó con la parte trasera del tren principal cuando este se detuvo inesperadamente, aunque no hubo heridos. Aparentemente, la causa fue que una de las luces traseras del coche de deriva se había apagado, y el señalero (que solo vio una luz) asumió que el tren había tenido una división no programada y parte de él se había quedado atrás.

### Halesowen 1883
El 12 de agosto de 1883, se estaban realizando modificaciones en la estación de Halesowen y se señaló manualmente un tren con un coche de deriva destinado al andén, donde se realizó la suelta, poco después de que el capataz de los trabajadores hubiera dado paso a un tren que se detuvo, con el coche de deriva chocando contra la parte de atrás del tren.

### Werrington 1887
El 14 de marzo de 1887, el coche de deriva que iba a deslizarse en Essendine se separó del tren principal y luego chocó contra la parte trasera cuando el tren se detuvo repentinamente, probablemente debido a un acoplamiento y un equipo de freno obsoletos. Diez personas resultaron heridas.

### Reading 1894
El 15 de mayo de 1894, un coche de deriva se soltó accidentalmente de la parte trasera de un tren expreso procedente de Paddington, entró en la estación de Reading y chocó con un tren de pasajeros estacionado en un andén. Cinco pasajeros se quejaron de conmoción o contusiones. El oficial que realizó la investigación concluyó que tres miembros del personal (el guarda del coche de deriva, el señalero y el inspector del andén) contribuyeron al accidente al no obedecer completamente las reglas establecidas para la operación del coche de deriva en la estación.

### Warwick 1895
El 21 de diciembre de 1895, la suelta prevista en Warwick desde el expreso vespertino de Birmingham Snow Hill se realizó como de costumbre, pero poco después el tren principal se detuvo debido a la niebla, y el coche de deriva chocó contra la parte trasera del tren, hiriendo levemente a tres personas.

### Marks Tey 1906
El 29 de diciembre de 1906, cuatro coches que se habían soltado de un tren con destino a Ipswich chocaron contra la parte trasera de la parte principal del tren. Treinta y cuatro personas resultaron heridas. El oficial que llevó a cabo la investigación concluyó que se trataba principalmente de una combinación de errores en la protección durante la maniobra de suelta, pero el maquinista también cometió un fallo y la niebla influyó en el incidente.

### Polegate 1908
El coche de deriva previsto hacia Hastings desde el expreso de las 4:05 p. m. de Londres a Eastbourne se separó en Polegate, pero poco después el tren principal se detuvo aparentemente debido al mal funcionamiento del freno continuo, de manera que el coche de deriva chocó con la parte trasera del tren.

### Southall y Hanwell 1933
Dos coches de deriva con destino a Weymouth adjuntos al Cornish Riviera Express procedente de Paddington, se separaron accidentalmente del tren entre Southall y Hanwell el 12 de abril de 1933, pero los frenos de vacío automáticos detuvieron los coches de forma segura.

### Woodford y Hinton 1935
El 19 de diciembre de 1935, un coche de deriva con destino a Stratford-on-Avon, adjunto en la parte trasera del tren de las 6:20 p. m. expreso de Marylebone a Bradford, se desprendió en Woodford y Hinton. Poco después de que se desprendiera este coche, la parte principal del tren se detuvo inesperadamente y el coche de deriva chocó contra la parte trasera del tren. Once pasajeros y dos guardias resultaron heridos. El oficial que realizó la investigación concluyó que el fallo fue debido principalmente a un fallo mecánico durante la separación de la tubería del freno.

## Otros países

### Estados Unidos
En los Estados Unidos, se empleaba una operación similar denominada cambio al vuelo:

"Flying switch" (cambio al vuelo) - Una maniobra en la que la máquina se aleja de un coche o coches de viajeros en marcha, lo que permite cambiar la sección separada a una vía distinta de la tomada por la máquina. La máquina acelera, se distancia de los coches en movimiento y se activa un desvío inmediatamente después de que la máquina haya pasado, lo que permite que los coches siguientes se dirijan a una vía alternativa.

Si bien parece que esta maniobra se utilizó principalmente con trenes de mercancías, no fue así exclusivamente, y se empleó ampliamente cuando se inauguró la Gran Terminal Central de Nueva York en 1871. La cubierta de la estación se mantenía bastante silenciosa y libre de humo, en parte gracias al uso del "cambio al vuelo":

—un sistema diseñado para mantener las locomotoras de vapor entrantes fuera de la cubierta de la estación. Así es como funcionaba: cuando un tren que se dirigía a la estación salía del túnel de Park Avenue, el maquinista apagaba el vapor. El guardafrenos, precariamente encaramado sobre el enganche que unía la locomotora al primer coche, soltaba el enganche, gritaba y agitaba la mano derecha. Luego, el maquinista aplicaba todo el vapor que podía y conducía la máquina ahora liberada a todo vapor hacia una vía situada junto a la cubierta.

Un operario situado en la torre de control que estaba observando de cerca la maniobra, accionaba un desvío justo a tiempo para dirigir el resto del tren (ahora rodando por su propio impulso, sin su locomotora) hacia la cubierta de la estación. Los guardafrenos a bordo giraban rápidamente los frenos de mano para detenerse junto al andén de pasajeros dentro de la cubierta. Sorprendentemente, nunca se registraron accidentes graves con esta maniobra que debía ajustarse a fracciones de segundo.

El Ferrocarril de Boston y Maine utilizó esta maniobra en la estación de White River Junction con trenes mixtos de carga y de pasajeros, y registró un accidente fatal al realizar una suelta el 8 de marzo de 1889.
El Ferrocarril de Old Colony usaba el cambio al vuelo en las estaciones de conexión, donde el material rodante liberado se unía a una locomotora para continuar por un ramal. El organismo regulador estatal no aprobó la práctica, pero no tenía la autoridad necesaria para prohibirla por completo. El Ferrocarril de Old Colony dejó de usar esta maniobra después de un incidente sucedido en 1883 en el ramal de Milton, cuando tres vagones liberados en Neponset chocaron con la locomotora que los esperaba (cuya tripulación había saltado justo antes de la colisión), y luego los cuatro recorrieron sin tripulación otras 3,5 millas (5,6 km) antes de poder ser desviados a una vía muerta, donde chocaron con unos vagones de carga.

### Francia
Acworth (1900) informa sobre un servicio de deriva francés en Le Pecq desde el tren de las 5:10 p. m. procedente de la Estación de París Saint-Lazare.
Dos sueltas más de fecha más reciente pertenecen al mismo sistema de la SNCF (cuando escribió Acworth, el Ferrocarril del Oeste de Francia). Ambas se introdujeron en el verano de 1933 como parte del expreso sin escalas que operaba solo los sábados desde París a Le Havre. Las porciones de deriva se soltaban en Motteville para dirigirse a Fécamp y Étretat, y en Bréauté-Beuzeville para llegar a Saint-Valery-en-Caux.

### Países Bajos
Uno de los primeros usos de un coche de deriva en los Países Bajos apareció en el Ferrocarril Dutch Rhenish en octubre de 1886. Un expreso sin escalas desde Ámsterdam a Róterdam a través de Gouda, liberaba un coche en Woerden, desde donde se dirigía hacia Den Haag.
El Museo del Ferrocarril Neerlandés tiene, entre una colección de placas de destino fijadas a los lados de los vagones, una marcada Sliprijtuig voor Hilversum - 'coche de deriva para Hilversum', procedente del Ferrocarril del Hierro de Holanda de alrededor de 1900.
Los coches de deriva también se utilizaron en Bussum entre 1895 y 1904.

## Preservación

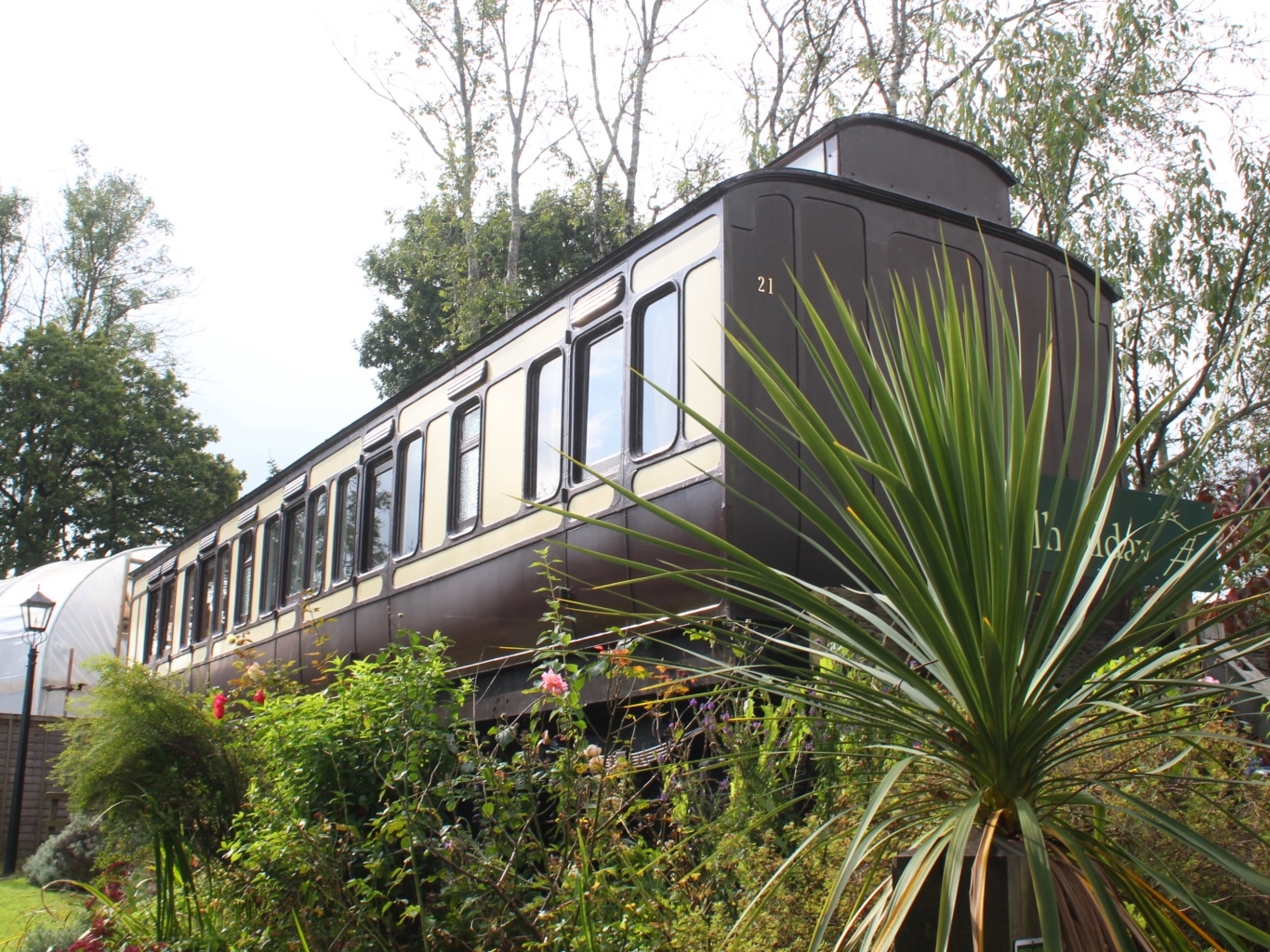
El coche de deriva conservado en St Germans

Un antiguo coche de deriva del GWR se convirtió en un bungalov junto a la estación de St Germans, una localidad del sur de Cornualles (Reino Unido).

## En la ficción
- En la serie 18 de Thomas y sus amigos aparecían tres coches de deriva del Great Western Railway, que pertenecían a Duck.[175]

- Un cuento titulado The Slip Carriage escrito por Walter Thornbury fue publicado en The Albion, an International Journal en 1873.[176]

- Un cuento titulado The Slip Coach escrito por Emily Elizabeth Steele Elliott fue publicado en 1873 en su libro Stories for Workers, by the author of 'Copsley annals' .[177]

- The Slip Coach Mystery: un relato escrito por V.L. Whitechurch que se publicó en el primer número de The Railway Magazine en 1897.[178]

- A Narrow Escape se publicó en el Pearson's Magazine en 1897. En el texto, un hombre buscado desaparecía de un tren utilizando un coche de deriva.[179]

- Cy Warman publicó un cuento titulado Jack Farley's Flying Switch en 1900 en su colección Short Rails.[180]

- En 1922, Harry Collinson Owen escribió una serie de cuentos sobre "Antoine", uno de los cuales incluye un viaje, por error, en la sección de deriva del Côte d'Azur Rapide, que se soltaba en Melun.[181]

- Cuthbert Edward Baines publicó The Slip Coach en 1927, descrito en un anuncio del Times como "Un emocionante romance criminal".[182][183]

- Lynn Brock escribió The Slip-Carriage Mystery, la cuarta novela de su serie de detectives Colonel Gore, publicada en 1928.[184][185]

- Herman McNeile, escribiendo bajo su seudónimo "Sapper", publicó Mystery of the Slip-Coach en su libro Ronald Standish publicado en 1933, la historia también se publicó en la antología Blood on the Tracks en 2018.[186][187]

- Los siguientes son ejemplos del uso del término "slip" (deriva) para un coche de viajeros, ya que el tren en cuestión, el Orient Express, tenía vagones a varios destinos, pero todos eran desacoplados mientras el tren estaba detenido.[188]

- En el capítulo 15 de The Mask of Dimitrios de Eric Ambler, el protagonista menciona haber reservado un asiento en el coche de deriva para Atenas del Orient Express.
- Agatha Christie menciona un coche de deriva para Atenas en su historia Asesinato en el coche de Calais, el título de la versión estadounidense de Asesinato en el Orient Express.
- "Tren de Estambul: un entretenimiento" de Graham Greene menciona el coche de deriva para Atenas.